# 伊朗波斯語
伊朗波斯語（Iranian Persian），西波斯語（Western Persian）或西法爾西語（Western Farsi）， 伊朗本地簡稱為波斯語（فارسی），是指在伊朗、伊朗鄰國的少數民族群体里，以及世界各地的伊朗社區所使用的現代波斯語變體。 伊朗波斯語與包括阿富汗的達利語以及塔吉克斯坦的塔吉克語在内其他波斯語变体之間可以相互理解。

## 參閱
- 伊朗僑民（英语：Iranian diaspora）